# Mandi
Mandi é uma palavra da língua friulana usada como saudação, tanto para dar as boas-vindas quanto para despedidas.

## Etimologia
Existem muitas hipóteses sobre a etimologia desta palavra. A mais provável é que seja uma gíria da expressão veneta M'arcomandi ou seja, Eu recomendo-me à Deus. A palavra vem citada pela primeira vez numa poesia de Giovanni Battista Donato de Portogruaro em  1536.Citanda También em uma Poesia de Ermes De Colloredo de 1680:oi vie di cà anchie jo: marcomandi, Pascute, Bundì la me vitute .
Outras hipóteses são do latim "mane diu" ou seja fique por muito tempo; ou também, manu Deo: Nas Mãos com Deus.